# Ивица Тодоровић
Ивица Тодоровић (Подгорица, 18. децембар 1971) је српски етнолог, члан Научног већа Етнографског института САНУ и председник Српског научног центра.

## Биографија
Осовне академске студије дипломирао је на Одељењу за етнологију и антропологију Филозофског факултета Универзитета у Београду 1996. године. Студије је завршио у року, као студент са највећом просечном оценом у генерацији. Магистарску тезу са темом "Анализа митских сагледавања улоге и значаја српског народа" одбранио је 2000. године, а докторску дисертацију са темом "Значење и структура литијског опхода" 2003. године након чега је стекао титулу доктора етнологије-антропологије.
Звање научног сарадника стекао је 2004, а затим вишег научног сарадника 2010. на Етнографском институту САНУ-а. Највише научно звање, звање научног саветника, стекао је 2016. године. Члан је Научног већа Етнографског института САНУ, Друштва српских родословаца „Порекло” гдје је члан научног савета Српског ДНК пројекта. Оснивач је и члан неколико научно-истраживачких удружења и центара. Крајем априла 2011. године у Београду је основао Српски научни центар, чији је и данас председник.
Бави се опсежним етнолошким теренским истраживањима у различитим областима Републике Србије, Црне Горе, Републике Српске и у другим земљама, на великом броју локација. Иницирао је и спровео бројна нова и мултидисциплинарна истраживања пионирског карактера, понудивши низ оригиналних приступа различитим етнолошко-антрополошким темама, уз нове хипотезе и методолошке концепте. Започео је, организовао и спровео прва систематска етнолошко-генетичка мултидисциплинарна истраживања становништва Србије у сарадњи са Српским ДНК пројектом, а обухватио је више од хиљаду испитаника из свих основних лингвокултурних зона. Такође, на пољу етнолошке лексикографије остварио је значајне резултате.
Основна поља истраживања др Тодоровића су: традиционална и савремена култура Срба; српски идентитет и представе о пореклу; етногенеза Срба и становништва српског етничког простора; проучавање културних образаца и научних парадигми; митолошко-религијски системи и сакрални текстови; етнокултурни маркери; српска лексикографија; феномен антисрбизма; универзалне структуре.